# Torneo di Budapest 1929
Il torneo di Budapest 1929 è stato un torneo internazionale di scacchi che si è tenuto a Budapest dal 1º settembre al 16 settembre 1929.
Fu organizzato dal circolo di scacchi di Budapest (Budapest Sakkör) per celebrare il 90º anniversario della fondazione.
Vi parteciparono 14 maestri di nove diversi paesi. Il campione del mondo Alekhine non partecipò, perché impegnato nello stesso periodo nel match contro Bogoljubov. Il favorito per la vittoria era l'ex campione del mondo Capablanca, che confermò le attese vincendo il torneo, imbattuto, con 10,5 punti su 13.
Il premio di bellezza andò ad Endre Steiner per la sua partita contro Tartakower. Il direttore di gara era Géza Maróczy.

## Classifica e risultati
| #  | Giocatore                    | 1 | 2 | 3 | 4 | 5 | 6 | 7 | 8 | 9 | 10 | 11 | 12 | 13 | 14 | Totale |
| 1  | José Raúl Capablanca (CUB)   | x | ½ | ½ | 1 | ½ | 1 | 1 | 1 | ½ | 1  | ½  | 1  | 1  | 1  | 10½    |
| 2  | Akiba Rubinstein (POL)       | ½ | x | ½ | ½ | 1 | 1 | 0 | 1 | ½ | ½  | 1  | 1  | 1  | 1  | 9½     |
| 3  | Savielly Tartakower (POL)    | ½ | ½ | x | 0 | ½ | 0 | ½ | 0 | 1 | 1  | 1  | 1  | 1  | 1  | 8      |
| 4  | Árpád Vajda (HUN)            | 0 | ½ | 1 | x | 0 | 1 | 1 | ½ | ½ | ½  | ½  | 1  | ½  | ½  | 7½     |
| 5  | George Alan Thomas (ENG)     | ½ | 0 | ½ | 1 | x | 1 | 0 | 0 | 1 | 1  | ½  | 0  | 1  | 1  | 7½     |
| 6  | Endre Steiner (HUN)          | 0 | 0 | 1 | 0 | 0 | x | ½ | 1 | 0 | 1  | 1  | 1  | 1  | ½  | 7      |
| 7  | Edgar Colle (BEL)            | 0 | 1 | ½ | 0 | 1 | ½ | x | ½ | 0 | ½  | 1  | 0  | ½  | 1  | 6½     |
| 8  | Kornél Havasi (HUN)          | 0 | 0 | 1 | ½ | 1 | 0 | ½ | x | 0 | 0  | 1  | ½  | 1  | 1  | 6½     |
| 9  | David Przepiorka (POL)       | ½ | ½ | 0 | ½ | 0 | 1 | 1 | 1 | x | ½  | 0  | 0  | 0  | 1  | 6      |
| 10 | Esteban Canal (ITA)          | 0 | ½ | 0 | ½ | 0 | 0 | ½ | 1 | ½ | x  | ½  | ½  | 1  | ½  | 5½     |
| 11 | Mario Monticelli (ITA)       | ½ | 0 | 0 | ½ | ½ | 0 | 0 | 0 | 1 | ½  | x  | ½  | 1  | 1  | 5½     |
| 12 | Johannes van den Bosch (DNK) | 0 | 0 | 0 | 0 | 1 | 0 | 1 | ½ | 1 | ½  | ½  | x  | 0  | 0  | 4½     |
| 13 | Alfred Brinckmann (AUT)      | 0 | 0 | 0 | ½ | 0 | 0 | ½ | 0 | 1 | 0  | 0  | 1  | x  | 1  | 4      |
| 14 | Ladislav Prokeš (CSK)        | 0 | 0 | 0 | ½ | 0 | ½ | 0 | 0 | 0 | ½  | 0  | 1  | 0  | x  | 2½     |